# Sendim (Tabuaço)
Sendim is een plaats (freguesia) in de Portugese gemeente Tabuaço en telt 867 inwoners (2001).